# 松平義敏
松平 義敏（まつだいら よしとし）は、江戸時代中期の大名。美濃国高須藩4代藩主。官位は従四位下・左近衛少将、中務大輔。

## 生涯
高須藩3代藩主・松平義淳（のちの尾張藩主・徳川宗勝）の三男として誕生。
元文4年（1739年）2月3日、父が本家の尾張藩を相続したため、高須松平家の家督を相続する。延享8年（1751年）8月15日、8代将軍・徳川吉宗らに拝謁する。同年12月18日、従五位下・中務大輔に叙任する。ただちに従四位下・左少将に昇進する。宝暦7年（1757年）、高須藩領で洪水が多く、減収が目立つことから、幕府から3000両が下される。明和2年（1765年）7月24日、高須から駒野に陣屋を移す許可を得る。
明和8年（1771年）、38歳で死去した。跡は長男の義柄（後の徳川治行）が継いだ。

## 系譜
父母
- 徳川宗勝（父）
- お登世の方 - 清光院、馬場氏、側室（母）

正室
- 幾 ー 松平頼寛の娘

子女
- 徳川治行（長男）生母は幾（正室）
- 松平義裕（次男）生母は幾（正室）
- 純姫 - 徳川宗睦養女、上杉治広正室（長女）生母は幾（正室）
- 松平裕民（三男）